# Combat folk
Le combat folk est un mouvement et genre musical, typique de la scène folk rock, ayant émergé en Italie au début des années 1990.

## Caractéristiques
Lancé par les Modena City Ramblers et répandu ensuite dans toute la péninsule italienne, le mouvement est devenu populaire pour ses réinterprétations de chansons de la culture populaire italienne, ainsi que pour l'utilisation d'instruments typiques des joueurs de gigue et de reel irlandais (comme c'est le cas dans une grande partie de la tradition folk rock) et pour le traitement de thèmes sociaux et politiques (sujets souvent rejetés par les labels discographiques) avec des prises de position explicites de la part des interprètes (les chansons antifascistes Bella ciao et Fischia il vento figurant parmi les chansons les plus populaires d'artistes de ce genre).

## Terminologie
L'origine du nom remonte à la sortie de la cassette démo éponyme du groupe italien Modena City Ramblers en 1993. Le courant renvoie à l'approche musicale / sociale typique du folk des Années 1960, poursuivant souvent la bande originale du rock celtique, du punk folk irlandais des années 1980 (The Pogues) et en général de tout le folk rock et de ses nombreux sous-genres.
À plusieurs reprises, Modena City Ramblers définit ses productions musicales comme du combat folk ; ce terme devient le titre d'un livre publié en 1999 par Giunti et qui leur est consacré. Cela incite certains journalistes, à utiliser ce terme pour décrire la musique du groupe. En 2000, Il mucchio selvaggio publie une compilation de chansons d'artistes émergents sous le titre combat folk, tandis que le label Il Manifesto CD commence à cataloguer plusieurs disques sous le label combat folk.

## Groupes et artistes
Ils incluent notamment : Arbe Garbe, Bandabardò, Casa del vento, Enrico Capuano, Folkabbestia, Les Anarchistes, Lou Dalfin, Mau Mau,, Modena City Ramblers, Riserva Moac, I ratti della Sabina, Sine Frontera, Stefano Cisco Bellotti, The Gang, Trenincorsa, et Yo Yo Mundi.